# سرطان عمال الغزل

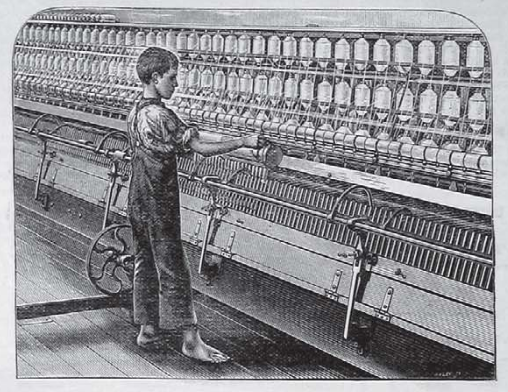

سرطان عمال الغزل هو ورم ظهاري في الصفن. أُبلغ عنه أول مرة في عام 1887 عند عامل في غزل القطن. في عام 1926، أيدت لجنة من وزارة الداخلية البريطانية بقوة وجهة النظر القائلة إن سبب هذا النوع من السرطان هو تعرض جلد الصفن للزيوت المعدنية على مدى طويل. ومن بين تلك الزيوت، كان النفط الصخري المتهم الأول باعتباره المسرطن الأشد. بين العامين 1911 و1938، سبّب سرطان الصفن 500 وفاة بين العاملين في غزل القطن، وثلاثة وفيات فقط بين العاملين في غزل الصوف.

## مقدمة
نحو العام 1900، ارتفع معدل حدوث سرطان الصفن بين العاملين السابقين في الغزل. اقتصر حدوث هذا النوع من السرطان على العاملين في غزل القطن دون أن يصيب عمال غزل الصوف أو العاملين على المغازل الراصة. عُزي السبب إلى مزيج الزيوت النباتية والمعدنية المستخدم في تزليق المغازل. عندما يدور المغزل، ينثر رذاذًا من الزيت في مستوى ارتفاع الفرج، يلتقطه ثوب العامل الذي يمسك نهاية الخيط. في عشرينيات القرن العشرين، وُجه اهتمام أكبر نحو تلك المشكلة. استخدمت المغازل مزيج الزيوت من ثمانينيات القرن التاسع عشر، وكانت مغازل القطن أسرع دورانًا وأكثر سخونةً مقارنة بالمغازل الأخرى، ما احتاج إلى التزييت المتكرر. تمثّل حل المشكلة حينها بفرض استخدام زيت نباتي فقط أو زيت معدني أبيض، إذ ظُن أنها زيوت غير مسرطنة. ولكن بحلول ذلك الوقت، تقلص استخدام المغازل الدوارة واستُبدلت بالمغازل الحلقية. وبذلك، لم يجرِ بالفعل التحقق من فعالية التدابير التي فُرضت.

## السرطان
السرطان الذي سبّبه غزل القطن سرطانة حرشفية الخلايا في الصفن، ولوحظ أول مرة في عام 1775 من قبل السير بيرسيفال بوت عند الأولاد منظفي المداخن. كان هذا أول سرطان مرتبط بصناعة وسمي في البداية الثؤلول السُخامي، ثم سرطان منظفي المداخن. وصفه بوت:
«هو مرض يبدأ هجومه دومًا على الوجه السفلي للصفن حيث يسبب تقرحًا سطحيًا مؤلمًا ذو مظهر مرضي بحواف مرتفعة صلبة ... في وقت ليس بطويل يخترق الجلد والسِلخ وأغشية الصفن ويغزو الخصية التي تتضخم وتتصلب وتصبح متخربة بالكامل. آنئذٍ، يصعد عبر النتوء المنوي نحو البطن».
يعلق بوت على حياة الأولاد منظفي المداخن:
«قدر هؤلاء الأولاد قاسٍ على نحو عجيب ... يُعاملون بوحشية كبيرة ... يرمَون في المداخن الضيقة والساخنة أحيانًا، حيث تصيبهم الرضوض والحروق ويوشكون على الاختناق؛ وحين يصلون سن البلوغ ... يتعرضون لمرض بغاية الألم والسوء والفتك».
اعتُقد أن العامل المسرطن هو قطران الفحم لاحتمال احتوائه الزئبق.